# Lettres de provision
 (avril 2021).
Les lettres de provision ou lettres de provision d'office sont, sous l'Ancien Régime en France, des actes royaux par lesquels, en particulier dans le cadre de la vénalité des offices, les officiers sont pourvus de leur charge. Cette formalité concerne des officiers d'importance et de nature très diverses depuis les magistrats des parlements et autres cours souveraines jusqu'aux modestes notaires, huissiers et sergents royaux, ou encore les bourreaux.

## Description
Ces lettres sont des lettres patentes établies en Grande Chancellerie sur parchemin et scellées du grand sceau de cire jaune sur double queue de parchemin ou, plus rarement, d’un sceau de cire verte sur lacs de soie rouge et verte. Elles sont ensuite enregistrées par le corps dans lequel l’officier va exercer ou dont il dépendra, qui peut également vérifier si l'impétrant remplit bien les conditions requises, notamment d'âge.
L'acquéreur de l'office reçoit du vendeur une procuration ad resignandum qui lui permet de justifier de son droit à l'office et de solliciter du roi l'établissement des lettres de provision. Les créanciers du vendeur peuvent faire opposition au sceau, auprès de la chancellerie.
Grâce à l'établissement de ces lettres et à la formalité de l'enregistrement et à leurs traces dans les archives, les historiens disposent d'une source d'information très précieuse sur les nominations de ces officiers. La Grande Chancellerie conservait des copies des lettres ; ces copies sont maintenant aux Archives nationales (sous-série V/1). Les copies issues de l'enregistrement peuvent être consultées dans les Archives départementales, dans les fonds des juridictions concernées. Les lettres de provision donnent de nombreuses informations sur l'impétrant – notamment les fonctions remplies antérieurement – et parfois sur sa famille, ainsi que le nom du titulaire précédent.